# Werner Erb
Werner Erb (* 2. März 1932 in Altona; † 8. Januar 2017) war ein deutscher Fußballspieler.

## Sportlicher Werdegang
Erb begann seine Karriere bei Altona 93, wo auch zwei seiner Onkel spielten. Danach spielte er in den 1950er Jahren in der Oberliga Nord für Altona 93 (1950–1952, 1953–1961 sowie 1967–1971 in der Regional- bzw. Verbandsliga) und Bergedorf 85. Während seiner Oberligazeit schoss Erb als Mittelstürmer insgesamt 135 Tore in 237 Spielen für diese beiden Mannschaften. Damit galt er als einer der besten Stürmer Norddeutschlands. In der Saison 1952/53 spielte er auch in der Oberliga West für Preußen Münster, kam dort jedoch nicht zurecht und deswegen nur zu vier Pflichtspiel-Einsätzen und einem Treffer in dem (allerdings bereits nicht mehr vollständigen) 100.000-Mark-Sturm. Schon nach einem halben Jahr bat er um die Rückkehr nach Hamburg zum Saisonende, obwohl auch andere Klubs, wie etwa der FC Schalke 04, Interesse an ihm zeigten. Später erklärte er diesen Karriereknick mit den Worten: „Das schwarze Münster war nichts für mich, man musste quasi morgens erst zur Kirche gehen.“ Bei seiner Rückkehr im Sommer 1953 unterzeichnete er einen Drei-Jahres-Kontrakt als Vertragsspieler bei Altona 93, der zudem vom Hamburger SV Gerd Wagner und Günter Hentzschel sowie Karl-Heinz Reiß von Bergedorf 85 abwarb.
Auch im Ausland wurde sein Talent bemerkt: Der sechsfache englische Meister Aston Villa, zu jener Zeit aber nur noch Mittelmaß der ersten englischen Liga, bot Erb 1950 einen gut dotierten Vertrag an, den er jedoch im Hinblick auf seine erhoffte Karriere in der deutschen Nationalmannschaft ablehnte. Der damalige Bundestrainer Sepp Herberger berief damals grundsätzlich keine Spieler in sein Aufgebot, die bei ausländischen Vereinen spielten.
Erb stand zwar einige Male im Kader der deutschen Fußballnationalmannschaft, zu einem Einsatz kam er jedoch nicht. Allerdings absolvierte er vier Spiele in der DFB-Jugendauswahl unter Trainer Dettmar Cramer und erzielte dabei sieben Tore. Beim Länderspiel Deutschland gegen Irland am 28. Mai 1955 in Hamburg stand er als Nachrücker für den beruflich verhinderten Berthold Buchenau im Kader. Herberger kündigte ihm seine Einwechslung in der zweiten Halbzeit an. Herberger brachte dann jedoch Berni Klodt ins Spiel, und der erboste Erb verabschiedete sich mit den Worten: „Leck mich am Arsch!“ Er verließ das Stadion und fuhr per Taxi direkt nach Hause. Seine Karriere in der Nationalmannschaft war damit beendet, er wurde vom Bundestrainer nie mehr berücksichtigt. Jupp Posipal bat ihn später, doch aufgrund seines großen Talents in die Nationalmannschaft zurückzukehren, was Erb mit zeitlichem Abstand kommentierte: „Das kam für mich aber nicht in Frage. Der Herberger hat ja sowieso Süddeutsche und Katholiken bevorzugt.“
Werner Erb lebte später in Glinde, östlich Hamburgs. In Hamburg-Eidelstedt führte er bis in die 1990er Jahre zusammen mit seiner Frau einen Lotto- und Tabakwarenladen. Er besuchte nach wie vor die Heimspiele Altonas auf der Adolf-Jäger-Kampfbahn. Zur Eröffnung des AFC-Museums stiftete er die Einladung zur Nationalmannschaft und sein Nationaltrikot, und noch im August 2016 führte er beim ersten Heim-Punktspiel der neuen Saison auf „seiner“ Adolf-Jäger-Kampfbahn den symbolischen Anstoß aus. Anfang Januar 2017 verstarb Werner Erb.